# Magnánimo (1754)
El Magnánimo fue un navío de línea de la Real Armada Española, construido en los Reales Astilleros de Esteiro de Ferrol. Su nombre de advocación era San Justo y San Pastor.

## Construcción
Junto a sus 11 buques gemelos, fue ordenada su construcción el 15 de junio de 1752 y puesto en quilla ese mismo año, siendo finalmente botado en 1754. Pertenecía a la serie conocida como los Los Doce Apóstoles o del Apostolado, construidos todos simultáneamente en los Reales Astilleros de Esteiro de Ferrol por el constructor británico Rooth entre 1753 y 1755 por el método inglés o de Jorge Juan. Entró en servicio en 1754 con 68 cañones, al igual que el resto de la serie, aunque después llegó a portar 74 cañones.

## Historial
Desde su entrada en servicio permaneció asignado a la escuadra del departamento de Ferrol. En agosto de 1758 fue carenado en esta misma ciudad. Entre ese año y mediados de 1760 permaneció en el citado departamento. En 1761 entró en el Arsenal de la Carraca donde fue sometido a reparaciones, al detectarse en sus maderas casos de putrefacción. Una vez finalizadas las obras, permaneció en la Bahía de Cádiz desde enero de 1762 hasta que en septiembre de 1762 se ordenó su retorno a Ferrol. 
El 26 de enero de 1763 zarpó de Cádiz con destino a Ferrol acompañado por el navío Eolo, la fragata Venus, que debía dirigirse a Buenos Aires, además de otros buques con diversos destinos. A las tres horas zarpar, les sorprendió un temporal del noroeste, que provocó la pérdida de uno de los buques mercantes el 29 de enero, y la de una fragata destinada a Caracas la noche del 1 de febrero. En junta de oficiales se decidió retornar a Cádiz por las muchas averías, puerto al que arribaron el 12 de febrero, para volver a zarpar con rumbo a Ferrol el 14 de mayo junto con naves españolas y francesas. El Magnánimo arribó en solitario al Ferrol el 26 de mayo. 
A petición del gobernador de Buenos Aires Pedro de Cevallos, se preparó en la península el envío de tropas para cubrir el terreno y fuertes conquistados a costa del reino de Portugal. En el puerto de La Coruña embarcó en 1764 un batallón de voluntarios procedentes de Cataluña. Acompañado de la saetía Catalana llegó al puerto de Maldonado el 12 de diciembre de 1764, donde desembarcó las tropas. En 1767 fue uno de los buques que participó en el traslado de los jesuitas de los territorios españoles desde el Río de la Plata al Ferrol. 
En abril de 1777, bajo el mando del capitán de navío Carlos Torres, zarpó de Cádiz con rumbo a La Habana, en donde se incorporó a la escuadra del teniente general Juan Bautista Bonet, que lo designó su buque insignia. A finales de junio de 1779, al declarar España la guerra a Gran Bretaña en el contexto de la Guerra de Independencia de los Estados Unidos, se encuentra en la escuadra de La Habana a las órdenes del teniente general Bonet, desde donde realiza varias salidas para proteger el tráfico marítimo. Participó en la toma de Pensacola en 1781 con la flota de José Solano y Bote. Al tomar la plaza Gran Bretaña, regresa con la misma escuadra a La Habana, donde queda varado el 31 de mayo junto al navío Gallardo, el navío francés Destín y la fragata Nuestra Señora de la O. El 11 de diciembre de 1781 apresó a la fragata corsaria británica Hero.
En abril de 1782 estaba en La Habana en mal estado junto a otros tres navíos de esta escuadra, y considerados como inútiles para combatir, por lo que fue necesario enviarlos a la península para hacerles reparaciones en el dique seco. El 5 de marzo de 1782 zarpó de La Habana con la escuadra de siete navíos a las órdenes de José Solano y Bote para escoltar un convoy de tropas de setenta mercantes al puerto francés de Guárico, en Santo Domingo, destinados a la ocupación de la isla de Jamaica, tras lo cual siguió rumbo a la península. 
Ante los incidentes de Nutca con los británicos, se arma y alista en 1790 en El Ferrol con otros nueve navíos y cuatro fragatas. Los días 21 y 22 de julio de 1790 sale de Cádiz bajo el mando del capitán de navío Joaquín de Iturriaga con la escuadra mandada por el teniente general José Solano y Bote, y como insignia del jefe de escuadra Miguel Alfonso de Sousa realizó cruceros de instrucción ante las costas gallegas del cabo Finisterre.
En 1793, bajo el mando del capitán de navío Ramón Topete y Fuentes, se incorporó desde Ferrol a la escuadra del teniente general Francisco de Borja, que permanecía fondeada en Cartagena, desde donde zarpa el 23 de marzo de 1793 para participar con esta escuadra en la campaña de Cerdeña contra la República Francesa. Con la misma escuadra pone rumbo al mar Cantábrico a mediados de 1794. 
Se hundió en un naufragio cerca de las islas Sisargas, a causa de la niebla el 11 de julio de 1794 bajo el mando del capitán de navío Juan Bautista Topete y Viaña cuando navegaba en cabeza rumbo a las aguas del Cantábrico. Al ir en vanguardia comenzó a disparar sus cañones para alertar a la escuadra del peligro. Se rescató toda la artillería y pertrechos, así como el personal del navío. El capitán Topete fue absuelto del posterior consejo de guerra.